# Municipalità di Camden
La municipalità di Camden è una local government area che si trova nel Nuovo Galles del Sud. Si estende su una superficie di 201 chilometri quadrati e ha una popolazione di 56.809 abitanti. La sede del consiglio si trova a Camden.